# Lygodactylus grandisonae
Espèce
Statut de conservation UICN

 DD  : Données insuffisantes
Lygodactylus grandisonae est une espèce de geckos de la famille des Gekkonidae.

## Répartition
Cette espèce se rencontre au Kenya et en Éthiopie.

## Étymologie
Cette espèce est nommée en l'honneur d'Alice Georgie Cruickshank Grandison.

## Publication originale
- Pasteur, 1962 : Notes préliminaires sur les lygodactyles (gekkonidés). II. Diagnose de quelques Lygodactylus d'Afrique. Bulletin de l'Institut fondamental d'Afrique noire, vol. 24, p. 606-614.